# Viguzzolo
Viguzzolo (Vigseu in dialetto tortonese) è un comune italiano di 3 052 abitanti della provincia di Alessandria in Piemonte, situato sulla destra del torrente Grue, nella pianura in prossimità della sua confluenza nello Scrivia.

## Storia
Già citato in documenti del IX secolo, fu libero comune e nel 1278 ottenne la cittadinanza tortonese. Entrò con Tortona nei possedimenti viscontei. Con l'avvento degli Sforza, fu costretto a pubblica sottomissione, sotto la minaccia di distruzione.
Concesso in feudo ai Fogliani di Piacenza nel 1468, restò a questa famiglia anche dopo il passaggio ai Savoia.

### Simboli
Lo stemma di Viguzzolo rappresenta un giovane che lotta con un leone afferrandolo per le fauci, ed è accompagnato dal motto Fortibus tantum pugna pro Patria.
L'emblema comunale riprende il blasone della famiglia Squarzoni, estintasi nel Tortonese nel corso del XIV secolo ma tuttora presente nel Ferrarese e in alcune zone del Veneto. Molti identificano il giovane in lotta con il leone con Ercole ma è più probabile sia invece raffigurato Sansone, che, come riportato nel Libro dei Giudici (14, 14) uccise un leone a mani nude squarciandogli le fauci, e non soffocandolo come aveva invece fatto Ercole. Questa ipotesi è rafforzata dal motto che accompagna lo stemma degli Squarzoni: De forti dulcedo, che riprende la frase pronunciata da Sansone nella Bibbia: «De comediente exirit cibis, et de forti egressa est dulcedo» ("Dal divoratore è uscito il cibo, e dal forte la dolcezza").
Il gonfalone è un drappo di azzurro.

## Monumenti e luoghi d'interesse

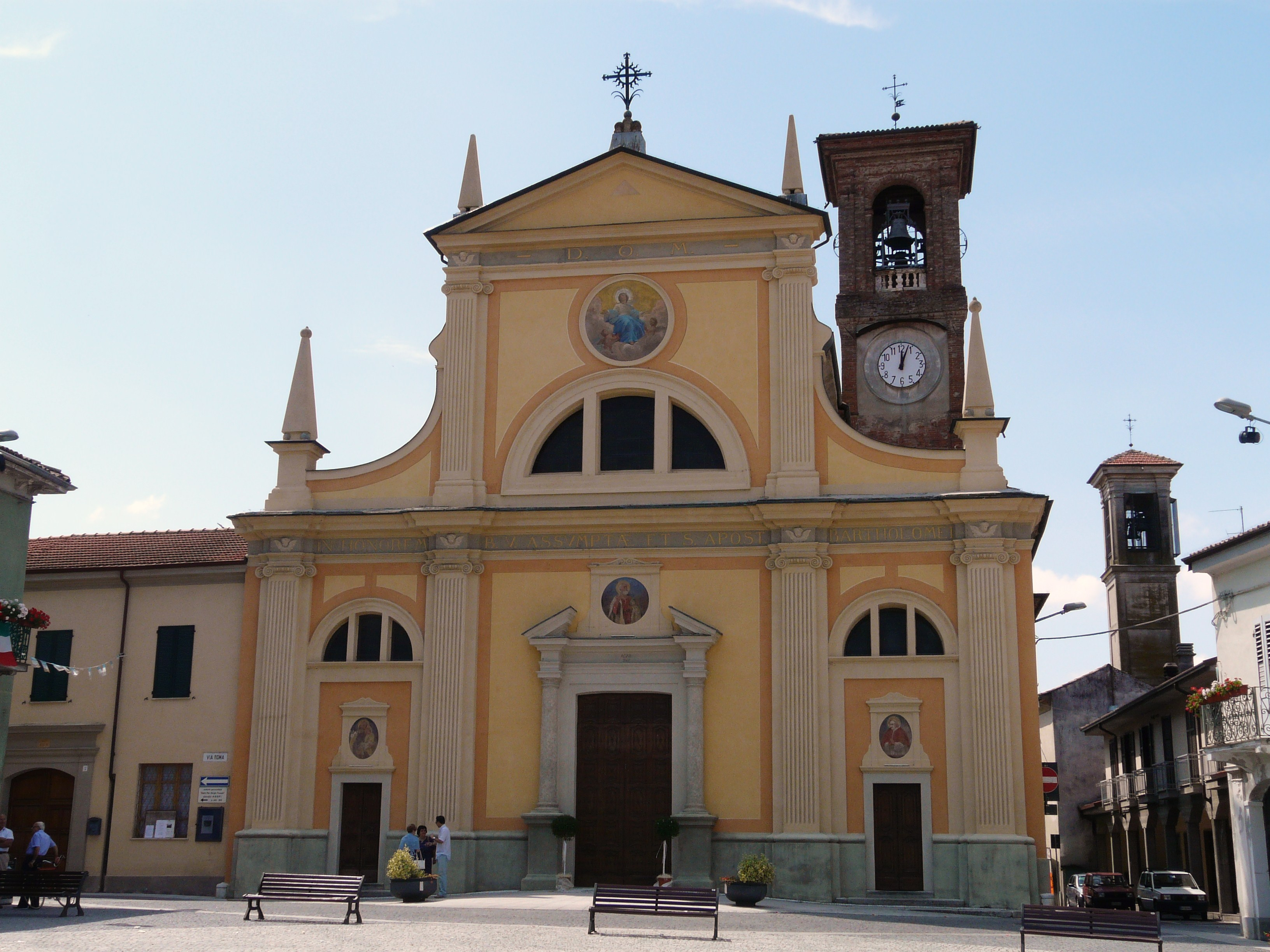
La chiesa parrocchiale dell'Assunta

### Parrocchiale dell'Assunta
La parrocchiale dell'Assunta è un ampliamento (1598-1603) dell'oratorio di San Bartolomeo. La facciata barocca presenta un portale con timpano spezzato; l'interno a tre navate conserva un altar maggiore proveniente dalla chiesa di San Marziano in Tortona.
È presente anche un oratorio.

### Monastero dell'Annunziata
Il Monastero dell'Annunziata risale al XV secolo; ospitò monache dell'ordine e della regola di Sant'Agostino e fu soppresso nel 1770 da papa Clemente XIV. Oggi è sede municipale, delle scuole e della biblioteca civica.

### Pieve di Santa Maria
La pieve di Santa Maria è il monumento più importante di Viguzzolo. L'attuale edificio venne edificato nel XI secolo, anche se un documento dell'893 attesta che già allora esisteva un edificio di culto, e la presenza di elementi architettonici anteriori al Mille ne convalida l'ipotesi. Dopo un periodo di sviluppo e importanza fra XII e XIII secolo, la pieve fu abbandonata. L'edificio è di costruzione romanica semplice, a tre navate, con tre absidi semicircolari e tetto a doppio spiovente. La facciata, decorata da archetti pensili divisi irregolarmente da lesene, presenta una porta ad arco a tutto sesto, e un occhio circolare, probabilmente costruito, come il piccolo campanile a vela, in epoca successiva.
All'interno le navate sono divise in quattro campate di pilastri di forma quadrangolare con semicolonne addossate e contrapposte. Nella navata di destra si apre l'accesso alla cripta costituita da tre piccole navate scandite da colonnine e capitellini di pietra che reggono volte a crociera. La pieve è di proprietà del Comune di Viguzzolo ed è di norma chiusa al pubblico. Per concordare le visite ci si può rivolgere alla Associazione Culturale Viguzzolese (Acv): cellulare 351 6704484.

#### Galleria d'immagini della pieve

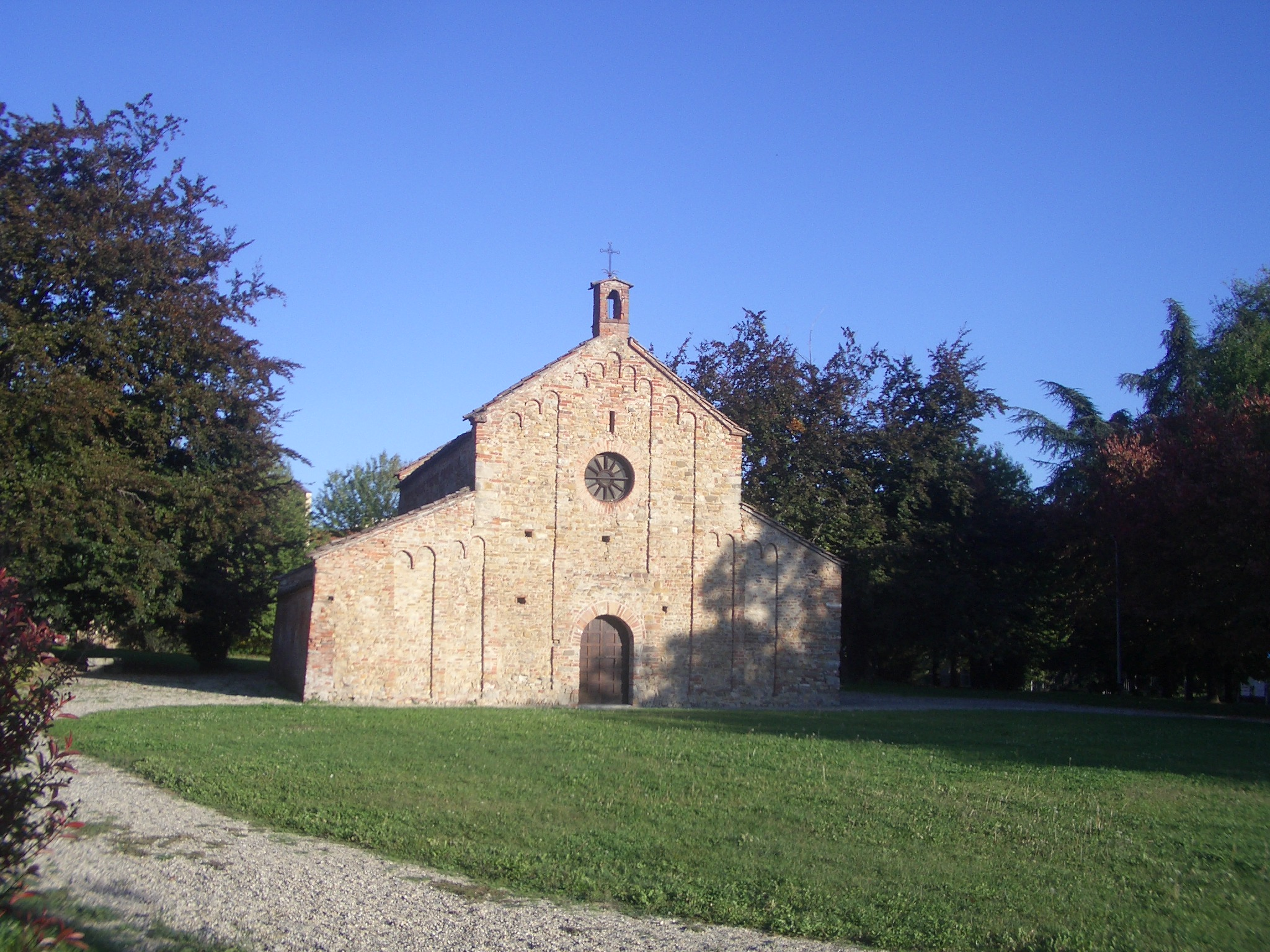
Parco pubblico e pieve di S. Maria
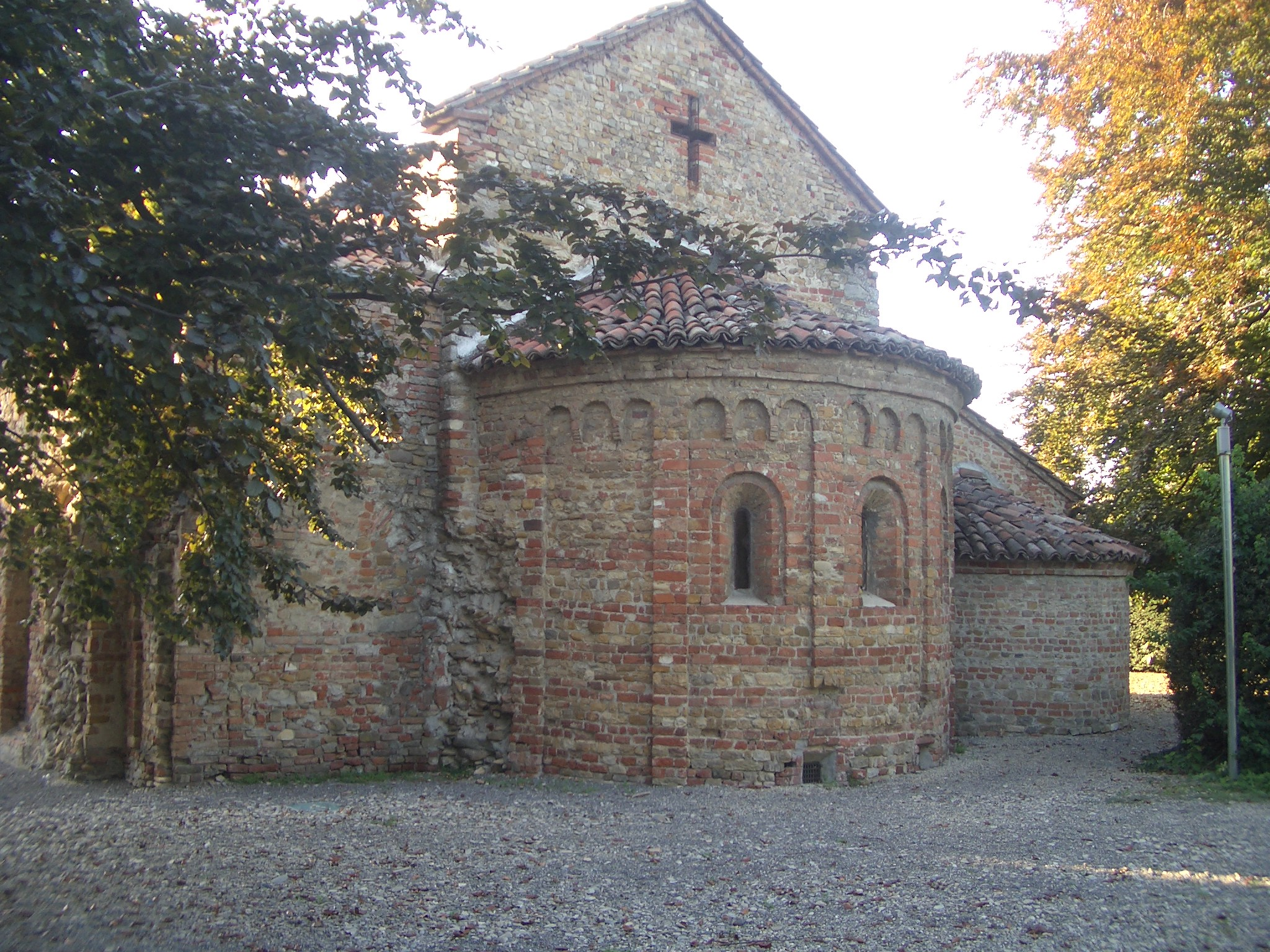
Pieve di S. Maria: abside
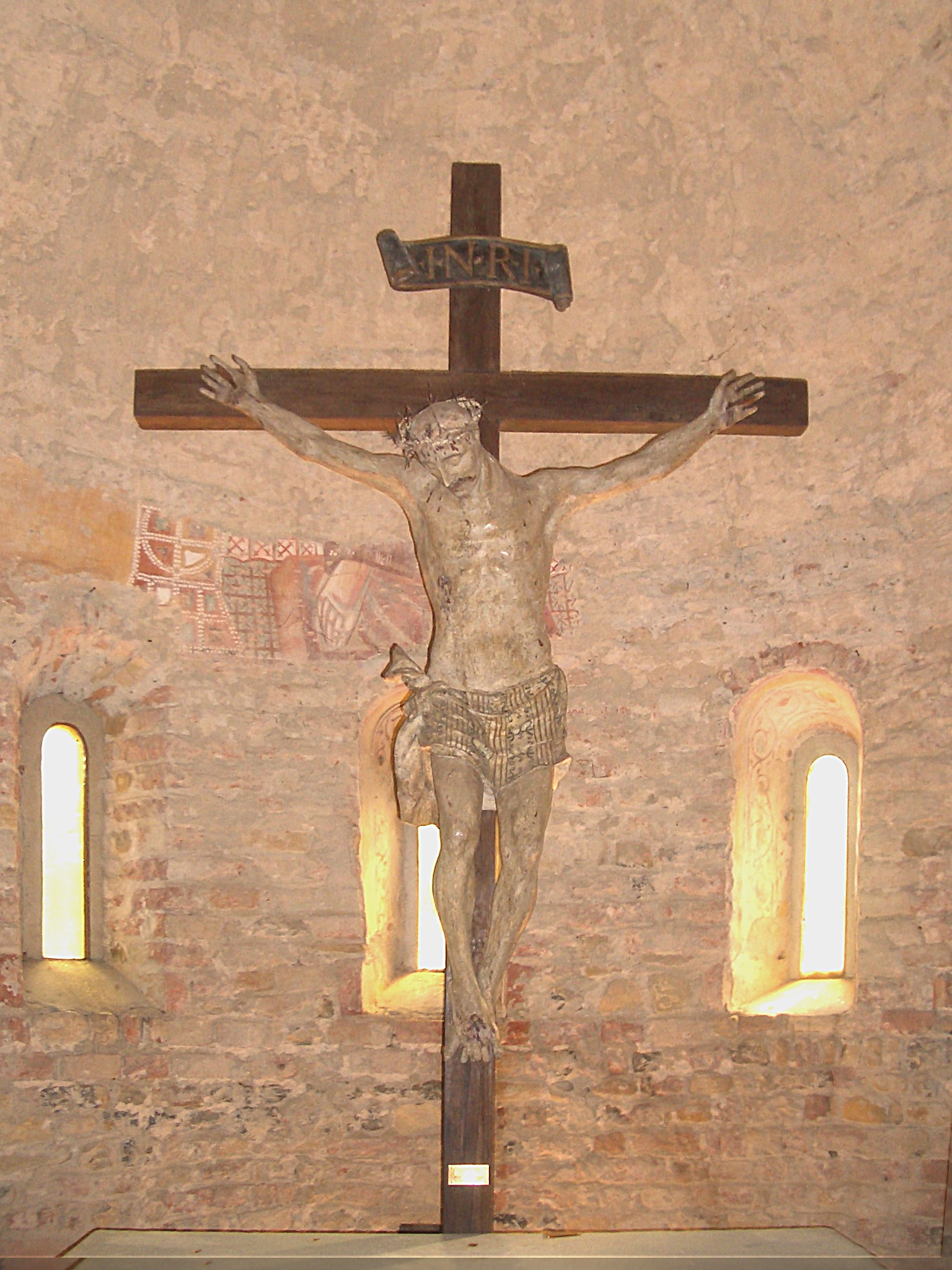
Crocifisso ligneo, XVI secolo

## Società

### Evoluzione demografica
Abitanti censiti

## Infrastrutture e trasporti
Tra il 1889 e il 1934 Viguzzolo fu servito dalla tranvia Tortona-Monleale.

## Amministrazione

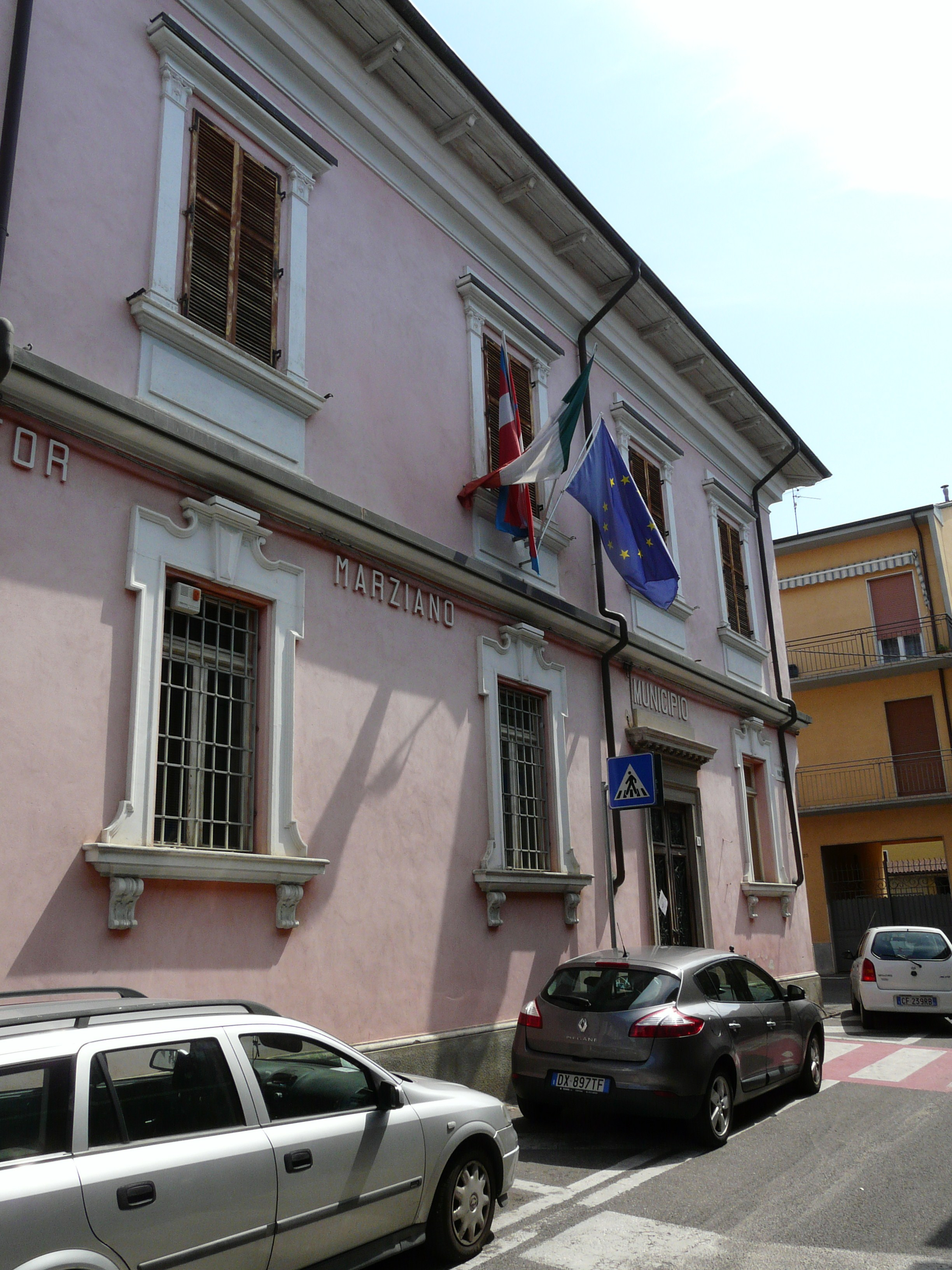
Il municipio

Di seguito è presentata una tabella relativa alle amministrazioni che si sono succedute in questo comune.
| Periodo        | Periodo        | Primo cittadino       | Partito                             | Carica  | Note  |
| -------------- | -------------- | --------------------- | ----------------------------------- | ------- | ----- |
| 2 luglio 1985  | 25 maggio 1990 | Mario Marini          | Partito Socialista Italiano         | Sindaco | [ 8 ] |
| 25 maggio 1990 | 24 aprile 1995 | Mario Marini          | Partito Socialista Italiano         | Sindaco | [ 8 ] |
| 24 aprile 1995 | 14 giugno 1999 | Mario Marini          | centro-sinistra                     | Sindaco | [ 8 ] |
| 14 giugno 1999 | 14 giugno 2004 | Mario Marini          | lista civica                        | Sindaco | [ 8 ] |
| 14 giugno 2004 | 8 giugno 2009  | Luigi Butteri Rolandi | lista civica                        | Sindaco | [ 8 ] |
| 8 giugno 2009  | 26 maggio 2014 | Luigi Butteri Rolandi | lista civica Piazza libertà         | Sindaco | [ 8 ] |
| 26 maggio 2014 | 27 maggio 2019 | Giuseppe Chiesa       | lista civica Cambiare per Viguzzolo | Sindaco | [ 8 ] |
| 27 maggio 2019 | 9 giugno 2024  | Giuseppe Chiesa       | lista civica Cambiare per Viguzzolo | Sindaco | [ 8 ] |
| 9 giugno 2024  | in carica      | Giuseppe Chiesa       | lista civica Cambiare per Viguzzolo | Sindaco | [ 8 ] |

### Altre informazioni amministrative
Il comune ha fatto parte dell'unione di comuni Comunità collinare Colli Tortonesi fino al 2006 per poi fondare la Comunità collinare Basso Grue Curone di cui è tuttora membro.

## Sport

### Calcio
Una squadra viguzzolese ha militato nei campionati 1929-30-31 della federazione ULIC e nella Terza Divisione 1932-33 della FIGC.
La squadra attuale, la U.S. Viguzzolese, fondata nel 1963, dopo anni trascorsi in Promozione piemontese milita tra Prima e Seconda categoria di Piemonte e Valle d'Aosta.
Il 19 Maggio 2024, dopo una storica finale playoff vinta in rimonta ai supplementari, la Viguzzolese viene promossa in Prima Categoria.